# 十和田南線

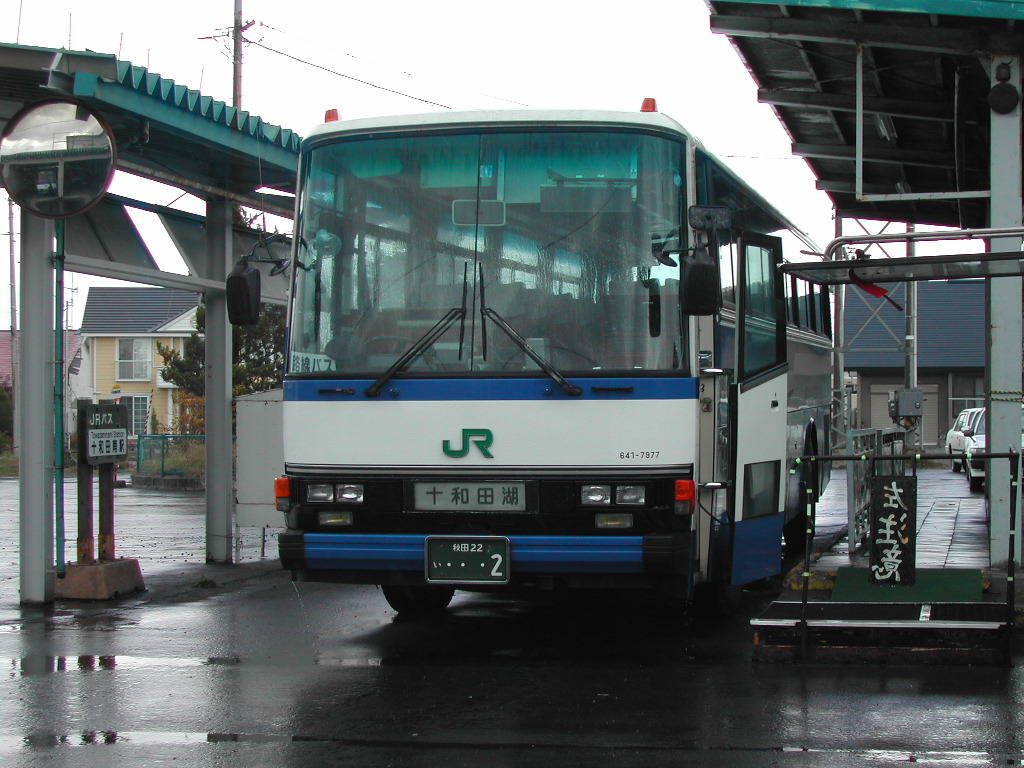
JRバス 十和田南線
十和田南駅前にて（2002年11月）

十和田南線（とわだなんせん）は、かつて秋田県鹿角市と青森県上北郡十和田湖町（現・十和田市）を結んでいたJRバス東北の自動車路線（路線バス）である。
本項では、JRバス十和田南線についてのほか、以下についても記述する。
1. 並行していた秋北バス・十和田タクシーの一般路線バス
2. かつて運行されていた高速バス「とわだこ号」
3. 岩手県交通が単独運行する高速バス「盛岡・十和田湖号」

## JRバス東北 十和田南線(一般便)

### 概要
本路線は、1934年8月5日に青森 - 休屋 - 和井内間の80kmを結ぶ路線として開設された省営バス十和田線が前身となる。この背景には、同年に政府が観光事業の拡大を提唱したものを受け、省営バスとしても重要観光路線を路線に加えることでこれに応えたもので、後の国鉄バス4原則の中では「鉄道線の培養」に相当していた。1935年には和井内から毛馬内までの30kmが延長され、同時に青森自動車所の支所として毛馬内支所が開設された。
第二次世界大戦中は不要不急路線として運行休止となるが、戦後に運行を再開し、1952年には大湯温泉と陸中花輪を結ぶ14kmの路線も開通した。また、1961年には十和田湖と大館を直通する便の運行を開始した。
1970年には大館・十和田南と十和田湖間にバス指定券制度が導入され、この時に「とわだこ号」の路線愛称が設定された。
1982年6月23日の東北新幹線開業と同時に、本路線の派生路線として東北自動車道を経由して盛岡と十和田湖を直結する高速バスの運行を行うことになり、高速バスにも一般路線と同じ「とわだこ号」の路線愛称が設定された。
一方、一般路線は花輪線との接続を重視していたが、花輪線利用の観光客自体が減少した上に十和田北線のように沿線に目立った観光地がなかったこともあって観光客の利用が減少、さらには沿線利用者も減少したことから2003年に廃止となり、十和田南営業所も閉鎖された。
JRバス廃止後に路線を引き継いだ秋北バスでも、季節運行化を経て2015年に路線廃止された。

### 運行経路
- 十和田南駅 - 毛馬内町 - 大湯温泉 - 四ノ岱 - 中滝 - 発荷峠 - 和井内 - 十和田ホテル前 - 十和田湖

### 沿革
- 1934年（昭和9年）8月5日 - 省営バス十和田南線 休屋（現・十和田湖）～和井内間開業。
- 1935年（昭和10年）9月1日 - 省営バス十和田南線 和井内～毛馬内（現・十和田南駅）間開業。
- 1961年（昭和36年）10月1日 - 国鉄バス十和田南線 十和田南駅～大館駅間開業[2]。秋北バスと相互乗り入れ。
- 1968年（昭和43年）12月1日 - 国鉄バス十和田南線 十和田南～休屋間通年運行開始。
- 1973年（昭和48年）8月1日 - 国鉄バス十和田南線 大館栄町～秋北バスターミナル～大館放送局間開業。
- 1979年（昭和54年）5月 - 秋北バス八幡平～十和田湖線運行開始。
- 1983年（昭和58年）4月1日 - 国鉄バス十和田南線、一般路線貨物自動車運送事業廃止。
- 1987年（昭和62年）4月1日 - 国鉄分割民営化に伴い、十和田南線はJR東日本バス（東北自動車部）に継承される。
- 1988年（昭和63年）4月1日 - JR東日本のバス部門分社化に伴い、十和田南線はJRバス東北に継承される。
- 1993年（平成5年）10月18日 - 樹海ラインを活用するため、秋田県・大館市・交通機関で組織する「樹海ライン活用懇談会」が発足、秋北バスが「樹海・とわだこ号」を11月10日まで運行。[3]
- 1998年（平成10年）11月10日 - 秋北バス、十和田南線 大館駅～十和田湖間（樹海ライン経由）廃止。
- 2002年（平成14年）
  - 秋北バス、十和田湖～八幡平線の運行を取りやめ（運行は2001年11月まで）。
  - 9月～10月 - 十和田タクシーが十和田湖～八幡平線を運行。
- 2003年（平成15年）
  - 3月31日 - JRバス十和田南線廃止[1]。
  - 4月1日 - 十和田タクシーが十和田南駅～四ノ岱間にて代替運行開始（当初は中滝まで運行計画だったが、利用者が見込めず四ノ岱までの運行となる）。
  - 4月24日 - 秋北バス十和田湖～八幡平線復活。同時に十和田湖～鹿角花輪駅間の通年運行開始（2005年の冬期間については秋北バス便が運休し、同区間の運行は十和田タクシーが担当した）。
- 2015年（平成27年）3月31日 - 秋北バス十和田湖～鹿角花輪駅間廃止[4]
- 2016年（平成28年）5月1日 - 十和田タクシーが十和田湖～八幡平間にてデマンドバス「八郎太郎号」の運行を開始。

## とわだこ号(高速バス)
とわだこ号（とわだこごう）は、岩手県盛岡市と青森県十和田市十和田湖を結んでいた季節運行の高速バスである。2009年度から運行が中止されている。

### 概要
1982年6月23日の東北新幹線開業に合わせ、同年に鹿角地域や十和田湖への観光路線として、当時十和田南線を運行していた国鉄バス（信越地方自動車部および東北地方自動車部）と秋北バス・岩手県北バスの3社共同運行により運行開始。当初は春季（4月下旬）から秋季（11月上旬）にかけての季節運行であった。1986年に岩手県交通が参入し、4社共同運行となった。
開業後の数年間は比較的好調な利用が続いたが、1990年代後半になると段階的に減便が実施され、まず秋北バスが撤退した。その後、JRバス東北十和田南線の廃止により並行する路線バスがなくなることから、十和田湖側で実施していた乗降制限（クローズドドア制度）を廃止して途中停留所での乗降を可能にした。2006年にはJRバス東北と岩手県交通が撤退し、岩手県北バスの単独運行となる。2008年には運行期間が夏季（7月上旬）から秋季のみに短縮され、翌2009年には運行が中止された。

### 停車停留所
盛岡駅西口 ⇔ 湯瀬 - 花輪（花輪SA） - 高速けまない - 大湯温泉 - 和井内 - 十和田湖
湯瀬 - 十和田湖間は途中乗降可能であった。
花輪SAにて休憩していた。

### 運賃
- 盛岡 - 湯瀬：1,630円
- 盛岡 - 花輪：1,780円
- 盛岡 - 高速けまない：1,940円
- 盛岡 - 和井内：2,370円
- 盛岡 - 十和田湖：2,420円

### 運行回数
- 1日1往復（季節運行。2008年度は7月19日 - 11月3日に運行）。

### 歴史
- 1982年 - 国鉄バス・岩手県北自動車・秋北バスの3社で運行開始。
- 1986年 - 岩手県交通が参入（1往復）。1日8往復となる。
- 1987年 - 国鉄分割民営化により、国鉄バス担当便がJR東日本バス（東北自動車部）担当となる。
- 1988年 - JR東日本のバス部門分社化に伴い、JR東日本バス担当便がJRバス東北担当となる。
- 1989年 - 1往復増便（岩手県交通担当分）、1日9往復（JR3、秋北・県北・県交通各2）となる。
- 1997年 - 1日6往復（JR・県交各2、秋北・県北各1）に減便。
- 1998年 - 1日4往復（各社1往復）に減便。
- 2002年 - 秋北バスが撤退（運行参加は2001年まで）、1日3往復に減便。
- 2003年 - JRバス十和田南線廃止に伴い、十和田IC - 十和田湖駅間のクローズドドア制度廃止、相互利用が可能となる。またJRバス東北の担当営業所が十和田南営業所から青森支店に変更される。
- 2004年 - 湯瀬PAに新規停車する。
- 2006年 - JRバス東北・岩手県交通が撤退（運行参加は2005年まで）、岩手県北自動車の単独運行になり、1日1往復に減便。みどりの窓口での乗車券発売を廃止。
- 2008年 - 春季運行を中止、夏季から秋季のみ運行となる。
- 2009年 - 運行を中止。

### 乗車券
- 基本的に、乗車当日下車時精算となる。
- カードリーダーが搭載されているが、県交通・県北バス共通バスカードの利用はできない。

### 利用状況
| 年度               | 運行日数 | 運行便数 | 年間輸送人員 | 1日平均人員 | 1便平均人員 |
| ------------------ | -------- | -------- | ------------ | ----------- | ----------- |
| 2002（平成14）年度 | 151      | 922      | 16,762       | 111.0       | 18.2        |
| 2003（平成15）年度 | 145      | 867      | 11,242       | 77.7        | 13.0        |
| 2004（平成16）年度 | 152      | 913      | 9,851        | 64.8        | 18.2        |
| 2005（平成17）年度 | 152      | 918      | 7,261        | 47.8        | 7.9         |
| 2006（平成18）年度 | 124      | 248      | 2,082        | 16.8        | 8.4         |
| 2007（平成19）年度 | 126      | 252      | 1,826        | 14.5        | 7.2         |

## 盛岡・十和田湖号

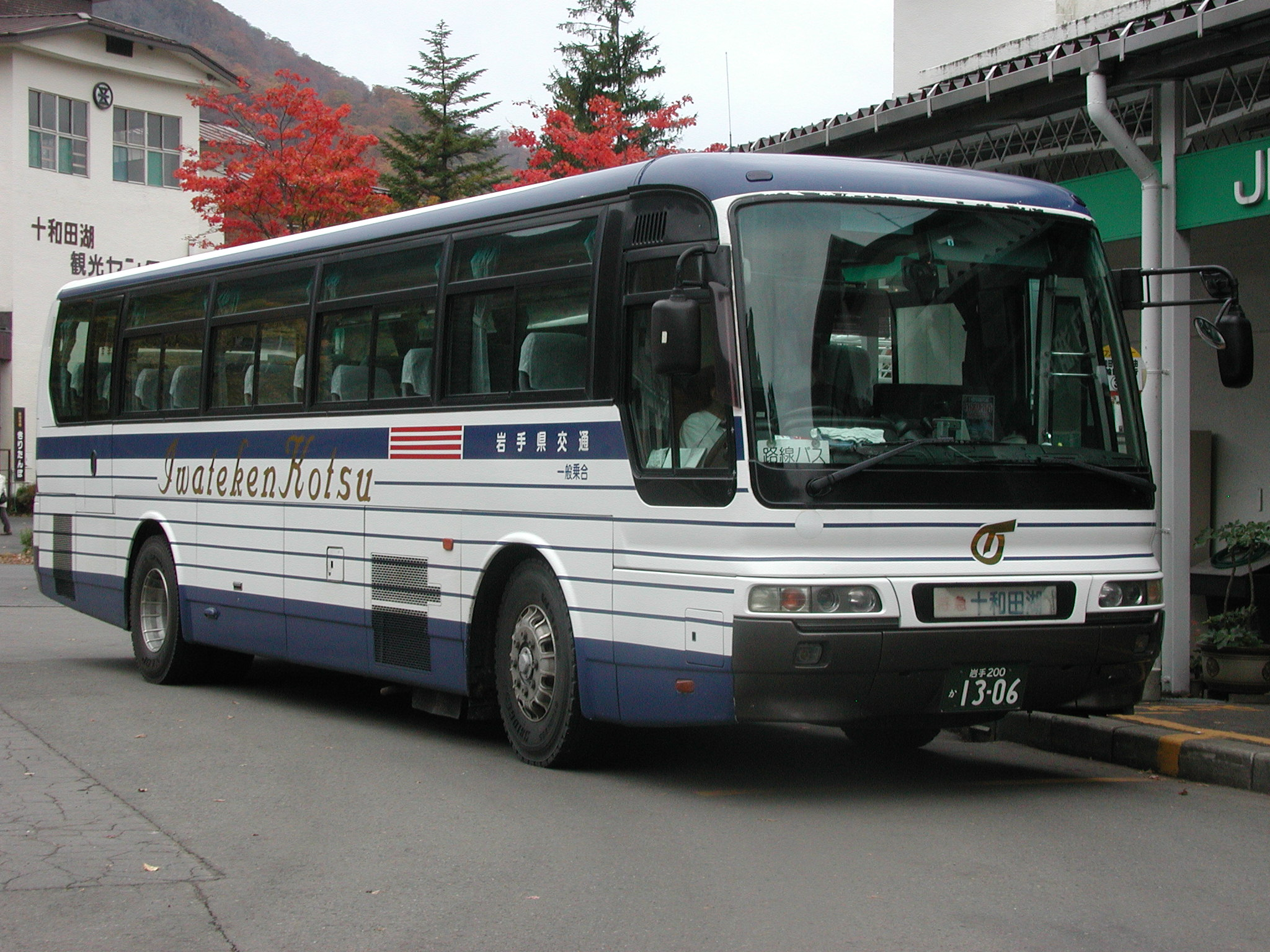
岩手県交通 盛岡・十和田湖号
JRバス十和田湖駅にて（2010年10月）

2010年9月17日運行開始。岩手県交通の単独運行。2012年（平成24年）度は9月14日から11月4日までの期間運行となる。
盛岡 - 十和田湖間を利用の乗客には、十和田遊覧船（十和田観光電鉄運行）の運賃を100円引きとするサービスを提供する。

### 運行経路
盛岡駅西口（24番のりば） - 湯瀬PA - ホテル鹿角 - 大湯温泉 - 十和田湖（休屋）
ホテル鹿角・大湯温泉 - 十和田湖（休屋）間のみの利用も可能。
湯瀬PAは十和田湖行は乗車のみ、盛岡行は降車のみ（盛岡駅 - 湯瀬PA間のみの利用は不可）。